# Saint-Jean-d’Arvey
Saint-Jean-d’Arvey ist eine französische Gemeinde mit 1704 Einwohnern (Stand 1. Januar 2022) im Département Savoie in der Region Auvergne-Rhône-Alpes. Sie gehört zum Arrondissement Chambéry und ist Mitglied des Gemeindeverbands Communauté d’agglomération du Grand Chambéry. Die Bewohner werden Sangerains und Sangeraines genannt.
Die Gemeinde erhielt 2022 die Auszeichnung „Eine Blume“, die vom Conseil national des villes et villages fleuris (CNVVF) im Rahmen des jährlichen Wettbewerbs der blumengeschmückten Städte und Dörfer verliehen wird.

## Geographie
Saint-Jean-d’Arvey liegt auf 570 m, etwa sechs Kilometer ostnordöstlich der Stadt Chambéry (Luftlinie). Das ehemalige Bauerndorf erstreckt sich im Westen des Département Savoie, im Süden des Massivs der Bauges, an aussichtsreicher Lage auf einer Geländeterrasse über dem Tal der Leysse und der Senke von Chambéry, am Fuß des Mont Peney.

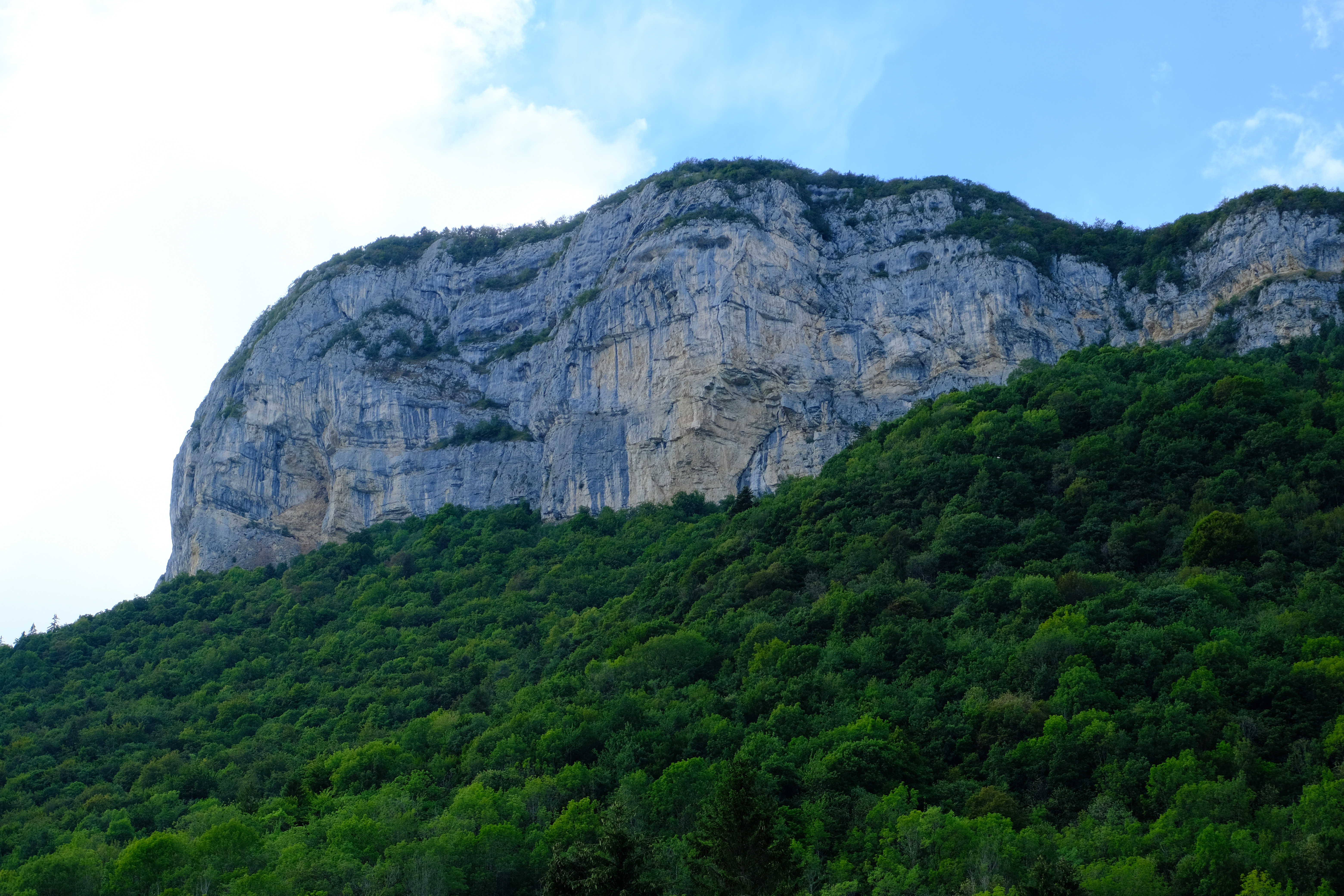
Mont Peney

Die Fläche des 13,01 km² großen Gemeindegebiets umfasst einen Abschnitt des Massivs der Bauges. Die östliche und südliche Grenze verläuft stets entlang der Leysse, die hier ein tief eingeschnittenes Kerbtal geschaffen hat und das Gebiet nach Westen zum Lac du Bourget entwässert. Die westliche Abgrenzung wird durch die Erosionsrinne von Lovettaz markiert. Vom Tal der Leysse erstreckt sich das Gemeindeareal nordwärts auf die ausgeprägte Geländeterrasse von Saint-Jean-d’Arvey. Diese wiederum wird überragt von den markanten Felsabstürzen des Mont Peney (1356 m). Auch die relativ flache Nordabdachung dieses Berges gehört zur Gemeinde. Nach Nordwesten reicht ein schmaler Zipfel entlang der Felswände des Nivolet. Beim monumentalen Gipfelkreuz des Nivolet wird mit 1545 m die höchste Erhebung von Saint-Jean-d’Arvey erreicht. Die Gemeinde liegt innerhalb des Regionalen Naturparks Massif des Bauges (frz.: Parc naturel régional du Massif des Bauges).
Zu Saint-Jean-d’Arvey gehören neben dem eigentlichen Ortskern auch verschiedene Weilersiedlungen und Gehöfte, darunter:
- Le Villard (590 m) auf der Geländeterrasse östlich an das Dorf anschließend
- Lovettaz (670 m) in einem Erosionstal am Südhang des Nivolet

Nachbargemeinden von Saint-Jean-d’Arvey sind Les Déserts im Norden, Thoiry im Osten, Puygros, Curienne und Barby im Süden sowie Saint-Alban-Leysse und Verel-Pragondran im Westen.

## Geschichte
Oberhalb des Dorfkerns von Saint-Jean-d’Arvey in der Felswand des Mont Peney befindet sich ein Abri (eingeschrieben als Monument historique), in dem Siedlungsreste aus der Kupfersteinzeit gefunden wurden.
Die im Mittelalter von der Diözese Grenoble abhängige Pfarrei Saint-Jean-d’Arvey wurde um 1100 erstmals urkundlich erwähnt als Parrocchia Arvisii de Tovelia und Ecclesia sancti Johannis de Arvesio. Der Ortsname wandelte sich von Saint-Jéhan-d’Alveys über Saint-Jéhan-d’Alvay (1632) zur heutigen Schreibweise. Im Mittelalter gehörte das Dorf zunächst zur Herrschaft Arvey, danach zum Herrschaftsgebiet des Schlosses Chaffardon, welches sich auf dem heutigen Gemeindegebiet befindet. Chaffardon wurde im Ancien Régime mit der Baronnie La Bâtie zusammengelegt und stieg 1682 zum Marquisat auf. Im Jahr 1803 wurde der Weiler Leysse am gleichnamigen Fluss von Saint-Jean-d’Arvey abgetrennt und mit der Gemeinde Saint-Alban vereinigt.

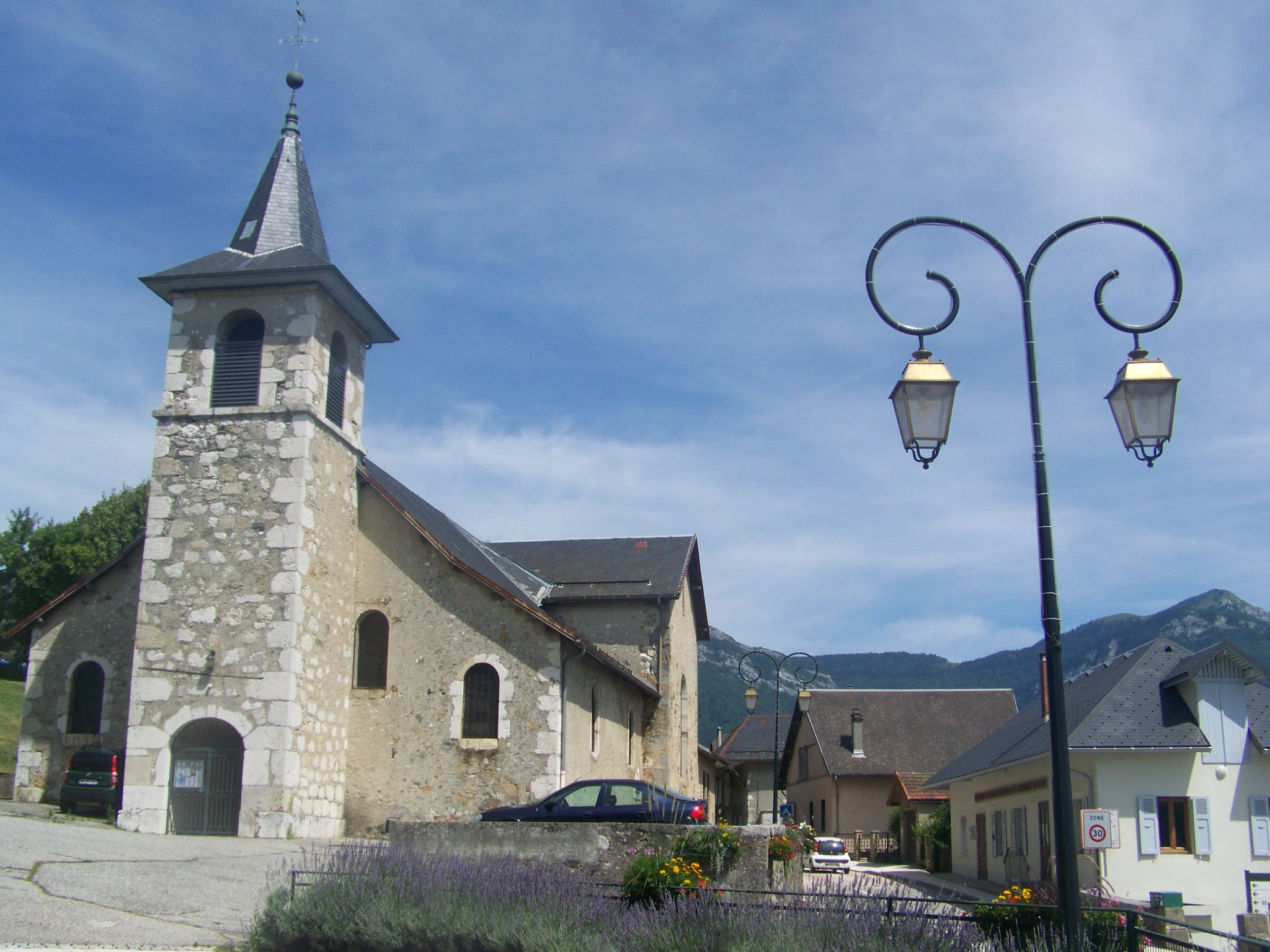
Kirche Saint-Jean

## Sehenswürdigkeiten
Die Pfarrkirche Saint-Jean wurde im 19. Jahrhundert erbaut. Westlich des Dorfes steht das Schloss Chaffardon. Dies ging im 16. Jahrhundert aus einem Festen Haus aus dem 13. Jahrhundert hervor.

## Bevölkerung
| Jahr                       | 1962 | 1968 | 1975 | 1982 | 1990 | 1999 | 2006 | 2016 |
| Einwohner                  | 429  | 410  | 587  | 903  | 1182 | 1308 | 1365 | 1683 |
| Quellen: Cassini und INSEE |      |      |      |      |      |      |      |      |

Mit 1704 Einwohnern (Stand 1. Januar 2022) gehört Saint-Jean-d’Arvey zu den kleineren Gemeinden des Département Savoie. Nachdem die Einwohnerzahl in der ersten Hälfte des 20. Jahrhunderts rückläufig war, wurde seit Beginn der 1970er Jahre dank der attraktiven Wohnlage wieder eine markante Bevölkerungszunahme verzeichnet. Seither hat sich die Einwohnerzahl mehr als verdreifacht.

## Wirtschaft und Infrastruktur
Saint-Jean-d’Arvey war bis weit ins 20. Jahrhundert hinein ein vorwiegend durch die Landwirtschaft, hauptsächlich Milchwirtschaft und Viehzucht, geprägtes Dorf. Daneben gibt es heute einige Betriebe des lokalen Kleingewerbes. Mittlerweile hat sich das Dorf zur Wohngemeinde entwickelt. Viele Erwerbstätige sind Wegpendler, die in den größeren Ortschaften der Umgebung, insbesondere im Raum Chambéry ihrer Arbeit nachgehen.
Die Ortschaft ist verkehrsmäßig recht gut erschlossen. Sie liegt an der Departementsstraße D912, die von Chambéry durch das Massiv der Bauges nach Annecy führt. Eine weitere Straßenverbindung besteht über den Col des Prés mit Aillon-le-Jeune. Der nächste Anschluss an die Autobahn A43 befindet sich in einer Entfernung von rund 9 Kilometern.